# Pterelachisus
Pterelachisus is een ondergeslacht van het geslacht van insecten Tipula binnen de familie langpootmuggen (Tipulidae).

## Soorten
Deze lijst van 188 stuks is mogelijk niet compleet.
- T. (Pterelachisus) aka (Alexander, 1971)
- T. (Pterelachisus) albertensis (Alexander, 1927)
- T. (Pterelachisus) alcestis (Alexander, 1946)
- T. (Pterelachisus) alta (Doane, 1912)
- T. (Pterelachisus) aluco (Alexander, 1918)
- T. (Pterelachisus) angulata (Loew, 1864)
- T. (Pterelachisus) apicispina (Alexander, 1934)
- T. (Pterelachisus) aspoecki (Vogtenhuber, 2004)
- T. (Pterelachisus) austriaca (Pokorny, 1887)
- T. (Pterelachisus) autumna (Alexander, 1921)
- T. (Pterelachisus) badakhensis (Alexander, 1956)
- T. (Pterelachisus) bakeri (Alexander, 1954)
- T. (Pterelachisus) banffiana (Alexander, 1946)
- T. (Pterelachisus) bellardiana (Alexander, 1926)
- T. (Pterelachisus) berteii (Rondani, 1842)
- T. (Pterelachisus) biaciculifera (Alexander, 1937)
- T. (Pterelachisus) bilobata (Pokorny, 1887)
- T. (Pterelachisus) brindleana (Alexander, 1964)
- T. (Pterelachisus) brunnicosta (Brunetti, 1912)
- T. (Pterelachisus) camillerii (Alexander, 1959)
- T. (Pterelachisus) carinifrons (Holmgren, 1883)
- T. (Pterelachisus) cavagnaroi (Alexander, 1965)
- T. (Pterelachisus) cayollensis (Dufour, 2003)
- T. (Pterelachisus) cineracea (Coquillett, 1900)
- T. (Pterelachisus) cinereocincta (Lundstrom, 1907)
- T. (Pterelachisus) clinata (Alexander, 1938)
- T. (Pterelachisus) coleana (Alexander, 1940)
- T. (Pterelachisus) crassicornis (Zetterstedt, 1838)
- T. (Pterelachisus) crassiventris (Riedel, 1913)
- T. (Pterelachisus) crawfordi (Alexander, 1927)
- T. (Pterelachisus) cruciata (Edwards, 1928)
- T. (Pterelachisus) curvistylus (Eiroa, 1990)
- T. (Pterelachisus) daitenjoensis (Alexander, 1955)
- T. (Pterelachisus) derbecki (Alexander, 1934)
- T. (Pterelachisus) diflava (Alexander, 1919)
- T. (Pterelachisus) digesta (Alexander, 1953)
- T. (Pterelachisus) dolomitensis (Theowald, 1980)
- T. (Pterelachisus) edwardsella (Alexander, 1923)
- T. (Pterelachisus) entomophthorae (Alexander, 1918)
- T. (Pterelachisus) excetra (Alexander, 1935)
- T. (Pterelachisus) famula (Alexander, 1935)
- T. (Pterelachisus) fautrix (Alexander, 1961)
- T. (Pterelachisus) flavocostalis (Alexander, 1921)
- T. (Pterelachisus) futilis (Alexander, 1924)
- T. (Pterelachisus) garuda (Alexander, 1953)
- T. (Pterelachisus) geisha (Alexander, 1958)
- T. (Pterelachisus) gelida (Coquillett, 1900)
- T. (Pterelachisus) gemula (Alexander, 1945)
- T. (Pterelachisus) glacialis (Pokorny, 1887)
- T. (Pterelachisus) gredosi (Theowald, 1980)
- T. (Pterelachisus) haplorhabda (Alexander, 1935)
- T. (Pterelachisus) harutai (Alexander, 1955)
- T. (Pterelachisus) helvocincta (Doane, 1901)
- T. (Pterelachisus) hewitti (Alexander, 1919)
- T. (Pterelachisus) hibii (Alexander, 1933)
- T. (Pterelachisus) hirsutipes (Lackschewitz, 1934)
- T. (Pterelachisus) hispida (Savchenko, 1964)
- T. (Pterelachisus) hollandi (Alexander, 1934)
- T. (Pterelachisus) hoogerwerfi (Alexander, 1944)
- T. (Pterelachisus) horningi (Alexander, 1966)
- T. (Pterelachisus) huntsmaniana (Dietz, 1920)
- T. (Pterelachisus) huron (Alexander, 1918)
- T. (Pterelachisus) hylaea (Alexander, 1924)
- T. (Pterelachisus) icarus (Alexander, 1936)
- T. (Pterelachisus) idahoensis (Alexander, 1955)
- T. (Pterelachisus) ignoscens (Alexander, 1935)
- T. (Pterelachisus) illegitima (Alexander, 1933)
- T. (Pterelachisus) imbellis (Alexander, 1927)
- T. (Pterelachisus) imitator (Alexander, 1953)
- T. (Pterelachisus) incurva (Doane, 1912)
- T. (Pterelachisus) ingenua (Alexander, 1945)
- T. (Pterelachisus) interposita (Savchenko, 1966)
- T. (Pterelachisus) irregularis (Pokorny, 1887)
- T. (Pterelachisus) irrorata (Macquart, 1826)
- T. (Pterelachisus) ishiharana (Alexander, 1953)
- T. (Pterelachisus) jedoensis (Alexander, 1933)
- T. (Pterelachisus) jenseni (Alexander, 1965)
- T. (Pterelachisus) jutlandica (Nielsen, 1947)
- T. (Pterelachisus) kaisilai (Mannheims, 1954)
- T. (Pterelachisus) katmaiensis (Alexander, 1920)
- T. (Pterelachisus) kaulbackiana (Alexander, 1953)
- T. (Pterelachisus) kirbyana (Alexander, 1918)
- T. (Pterelachisus) kuatunensis (Alexander, 1941)
- T. (Pterelachisus) kurilensis (Savchenko, 1970)
- T. (Pterelachisus) lacunosa (Alexander, 1941)
- T. (Pterelachisus) laetabunda (Alexander, 1961)
- T. (Pterelachisus) laetibasis (Alexander, 1934)
- T. (Pterelachisus) laetissima (Alexander, 1938)
- T. (Pterelachisus) latiflava (Alexander, 1931)
- T. (Pterelachisus) legalis (Alexander, 1933)
- T. (Pterelachisus) leucopalassa (Alexander, 1964)
- T. (Pterelachisus) leucosema (Edwards, 1928)
- T. (Pterelachisus) limbinervis (Alexander, 1953)
- T. (Pterelachisus) luridorostris (Schummel, 1833)
- T. (Pterelachisus) luteobasalis (Savchenko, 1964)
- T. (Pterelachisus) maaiana (Alexander, 1949)
- T. (Pterelachisus) macarta (Alexander, 1936)
- T. (Pterelachisus) macrostyla (Savchenko, 1964)
- T. (Pterelachisus) malaisei (Alexander, 1927)
- T. (Pterelachisus) mandan (Alexander, 1915)
- T. (Pterelachisus) margarita (Alexander, 1918)

- T. (Pterelachisus) matsumuriana (Alexander, 1924)
- T. (Pterelachisus) mayerduerii (Egger, 1863)
- T. (Pterelachisus) mcdonaldi (Alexander, 1975)
- T. (Pterelachisus) meijerella (Alexander, 1966)
- T. (Pterelachisus) middendorffi (Lackschewitz, 1936)
- T. (Pterelachisus) mitophora (Alexander, 1934)
- T. (Pterelachisus) mono (Alexander, 1945)
- T. (Pterelachisus) mupinensis (Alexander, 1934)
- T. (Pterelachisus) mutila (Wahlgren, 1905)
- T. (Pterelachisus) mutiloides (Alexander, 1932)
- T. (Pterelachisus) mystax (Alexander, 1961)
- T. (Pterelachisus) neurotica (Mannheims, 1966)
- T. (Pterelachisus) niitakensis (Alexander, 1938)
- T. (Pterelachisus) nudicellula (Savchenko, 1966)
- T. (Pterelachisus) obnata (Alexander, 1934)
- T. (Pterelachisus) octomaculata (Savchenko, 1964)
- T. (Pterelachisus) ochotana (Savchenko, 1970)
- T. (Pterelachisus) osellai (Theowald, 1980)
- T. (Pterelachisus) pabulina (Meigen, 1818)
- T. (Pterelachisus) padana (Dufour, 1981)
- T. (Pterelachisus) pauli (Mannheims, 1964)
- T. (Pterelachisus) pedicellaris (Alexander, 1933)
- T. (Pterelachisus) penobscot (Alexander, 1915)
- T. (Pterelachisus) percara (Alexander, 1922)
- T. (Pterelachisus) pertenuis (Alexander, 1938)
- T. (Pterelachisus) phaeopasta (Alexander, 1924)
- T. (Pterelachisus) phryne (Alexander, 1945)
- T. (Pterelachisus) pieli (Alexander, 1937)
- T. (Pterelachisus) pingi (Alexander, 1936)
- T. (Pterelachisus) plitviciensis (Simova, 1962)
- T. (Pterelachisus) polaruralensis (Theowald, 1980)
- T. (Pterelachisus) pollex (Alexander, 1933)
- T. (Pterelachisus) pontica (Savchenko, 1964)
- T. (Pterelachisus) procliva (Alexander, 1938)
- T. (Pterelachisus) pseudocrassiventris (Theowald, 1980)
- T. (Pterelachisus) pseudoirrorata (Goetghebuer, 1921)
- T. (Pterelachisus) pseudopruinosa (Strobl, 1895)
- T. (Pterelachisus) pseudotruncorum (Alexander, 1920)
- T. (Pterelachisus) pseudovariipennis (Czizek, 1912)
- T. (Pterelachisus) ranee (Alexander, 1961)
- T. (Pterelachisus) resupina (Alexander, 1935)
- T. (Pterelachisus) sauteri (Dufour, 1982)
- T. (Pterelachisus) savionis (Alexander, 1937)
- T. (Pterelachisus) sequoicola (Alexander, 1947)
- T. (Pterelachisus) seticellula (Alexander, 1932)
- T. (Pterelachisus) sharva (Alexander, 1953)
- T. (Pterelachisus) shomio (Alexander, 1921)
- T. (Pterelachisus) shoshone (Alexander, 1946)
- T. (Pterelachisus) sibiriensis (Alexander, 1925)
- T. (Pterelachisus) simondsi (Alexander, 1965)
- T. (Pterelachisus) spathifera (Mannheims, 1953)
- T. (Pterelachisus) stenostyla (Savchenko, 1964)
- T. (Pterelachisus) striatipennis (Brunetti, 1912)
- T. (Pterelachisus) strictura (Alexander, 1937)
- T. (Pterelachisus) subfasciata (Loew, 1863)
- T. (Pterelachisus) subfutilis (Alexander, 1929)
- T. (Pterelachisus) subglacialis (Mannheims and Theowald, 1959)
- T. (Pterelachisus) sublimata (Alexander, 1953)
- T. (Pterelachisus) submarmorata (Schummel, 1833)
- T. (Pterelachisus) submutila (Alexander, 1933)
- T. (Pterelachisus) sunda (Alexander, 1915)
- T. (Pterelachisus) taikun (Alexander, 1921)
- T. (Pterelachisus) teleutica (Pilipenko, 1999)
- T. (Pterelachisus) ternaria (Loew, 1864)
- T. (Pterelachisus) tetramelania (Alexander, 1935)
- T. (Pterelachisus) trichopleura (Savchenko, 1964)
- T. (Pterelachisus) tridentata (Alexander, 1920)
- T. (Pterelachisus) trifascingulata (Theowald, 1980)
- T. (Pterelachisus) tristriata (Lundstrom, 1915)
- T. (Pterelachisus) trivittata (Say, 1823)
- T. (Pterelachisus) truncorum (Meigen, 1830)
- T. (Pterelachisus) trupheoneura (Alexander, 1920)
- T. (Pterelachisus) tshernovskii (Savchenko, 1954)
- T. (Pterelachisus) tundrensis (Alexander, 1934)
- T. (Pterelachisus) uenoi (Alexander, 1930)
- T. (Pterelachisus) variata (Alexander, 1927)
- T. (Pterelachisus) varipennis (Meigen, 1818)
- T. (Pterelachisus) vayu (Alexander, 1964)
- T. (Pterelachisus) vermiculata (Savchenko, 1964)
- T. (Pterelachisus) vitiosa (Alexander, 1933)
- T. (Pterelachisus) vivax (Alexander, 1933)
- T. (Pterelachisus) wahlgreni (Lackschewitz, 1925)
- T. (Pterelachisus) wardiana (Alexander, 1951)
- T. (Pterelachisus) wiedemanniana (Alexander, 1971)
- T. (Pterelachisus) winthemi (Lackschewitz, 1932)
- T. (Pterelachisus) wuana (Alexander, 1966)
- T. (Pterelachisus) yasumatsuana (Alexander, 1954)